# Беляевское (сельское поселение, Удмуртия)
Беляевское — упразднённое муниципальное образование со статусом сельского поселения в Игринском районе Удмуртии Российской Федерации.
Административный центр — деревня Беляевское.
К 18 апреля 2021 года было упразднено в связи с преобразованием района в муниципальный округ.

## История
Статус и границы сельского поселения установлены Законом Удмуртской Республики от 19 ноября 2004 года № 65-РЗ «Об установлении границ муниципальных образований и наделении соответствующим статусом муниципальных образований на территории Игринского района Удмуртской Республики»

## Население
| 2010 | 2012 | 2013 | 2014 | 2015 | 2016 | 2017 |
| ---- | ---- | ---- | ---- | ---- | ---- | ---- |
| 728  | ↘702 | ↘701 | ↘681 | ↘652 | ↘638 | ↘624 |
| 2018 | 2019 | 2020 |      |      |      |      |
| ↘609 | ↘582 | ↘564 |      |      |      |      |

## Состав сельского поселения
| №  | Населённый пункт | Тип населённого пункта          | Население |
| -- | ---------------- | ------------------------------- | --------- |
| 1  | Беляевское       | деревня, административный центр | ↘137      |
| 2  | Большая Пурга    | село                            | ↘98       |
| 3  | Вукобер          | деревня                         | ↘9        |
| 4  | Итадур           | деревня                         | ↘57       |
| 5  | Новоглазово      | деревня                         | ↘0        |
| 6  | Палым            | деревня                         | ↘20       |
| 7  | Пургинский       | посёлок                         | ↘62       |
| 8  | Сепож            | деревня                         | ↗144      |
| 9  | Сюрсовайчик      | деревня                         | ↗66       |
| 10 | Тупал Пурга      | деревня                         | ↘109      |